# Resolutie 2220 Veiligheidsraad Verenigde Naties
Resolutie 2220 van de Veiligheidsraad van de Verenigde Naties werd op 22 mei 2015 met negen stemmen voor en zes onthoudingen aangenomen door de VN-Veiligheidsraad. De resolutie vroeg landen het nodige te doen en samen te werken tegen de illegale wapenhandel.
De resolutie was opgesteld door Litouwen. Een aantal landen vond dat er te weinig aandacht was voor de illegale wapenhandel met niet-staten; ook omdat de wapens zo gemakkelijk hun weg vonden naar terreurorganisaties. In die context hadden Angola, Tsjaad, China, Nigeria, Rusland en Venezuela zich onthouden.

## Inhoud
Het recht van mensen en landen om zichzelf te verdedigen werd erkend in artikel 51 van het Handvest van de Verenigde Naties. Lichte wapens werden gemaakt voor beveiliging, sport en commerciële doeleinden. Deze resolutie behandelde de illegale handel tegen VN-wapenembargo's in, het misbruik in gewapende conflicten en het destabiliserende effect op landen in conflicten die dergelijke wapens hadden. Illegale wapenhandel ging ook hand in hand met drugshandel, geld witwassen, de illegale ontginning van en handel in delfstoffen, internationale georganiseerde misdaad en terrorisme.
Op 24 december 2014 was het Wapenhandelsverdrag in werking getreden, dat door een groot aantal landen was ondertekend. Dit VN-verdrag had als doel de internationale wapenhandel te reguleren. Alle landen werden gevraagd te overwegen het verdrag te ondertekenen en voor zover mogelijk andere landen te helpen aan de bepalingen van het verdrag te voldoen.
De Veiligheidsraad zou zelf beter toezien op de wapenembargo's die hij oplegde, maar de landen moesten zelf ook de nodige wetgeving invoeren om de wapenhandel te reguleren en de eigen voorraden goed beheren. Er werd ook aangedrongen op meer samenwerking tussen landen; onder meer door informatie uit te wisselen over verdachte handelaars en financiële transacties. In conflictgebieden waren effectieve ontwapeningsprogramma's gaande, waarbij de wapens werden vernietigd, en de hervorming van leger en politie was van belang.

## Verwante resoluties
- Resolutie 2117 Veiligheidsraad Verenigde Naties (2013)

Lijst ·  2196 ·  2197 ·  2198 ·  2199 ·  2200 ·  2201 ·  2202 ·  2203 ·  2204 ·  2205 ·  2206 ·  2207 ·  2208 ·  2209 ·  2210 ·  2211 ·  2212 ·  2213 ·  2214 ·  2215 ·  2216 ·  2217 ·  2218 ·  2219 ·  2220 ·  2221 ·  2222 ·  2223 ·  2224 ·  2225 ·  2226 ·  2227 ·  2228 ·  2229 ·  2230 ·  2231 ·  2232 ·  2233 ·  2234 ·  2235 ·  2236 ·  2237 ·  2238 ·  2239 ·  2240 ·  2241 ·  2242 ·  2243 ·  2244 ·  2245 ·  2246 ·  2247 ·  2248 ·  2249 ·  2250 ·  2251 ·  2252 ·  2253 ·  2254 ·  2255 ·  2256 ·  2257 ·  2258 ·  2259